# Кімк'ясуй
Кімк'ясу́й (рос. Кимкьясуй) — присілок у складі Березовського району Ханти-Мансійського автономного округу Тюменської області, Росія. Входить до складу Саранпаульського сільського поселення.
Населення — 83 особи (2010, 108 у 2002).
Національний склад станом на 2002 рік: мансі — 91 %.